# Championnat du Luxembourg de football 1949-1950
Navigation
Saison précédente Saison suivante
La saison 1949-1950 du Championnat du Luxembourg de football était la 36e édition du championnat de première division au Luxembourg. Douze clubs sont regroupés au sein d'une poule unique où ils se rencontrent deux fois, à domicile et à l'extérieur. En fin de saison, les 3 derniers du classement sont relégués et les 3 premiers de Promotion d'Honneur (la deuxième division luxembourgeoise) sont promus.
C'est le Stade Dudelange qui remporte le titre après avoir terminé en tête du classement final, avec un seul point d'avance sur le National Schifflange et 10 sur le tenant du titre, le CA Spora Luxembourg. C'est le 7e titre de champion du Luxembourg de l'histoire du club. Le Spora se console de la perte de son titre en conservant la Coupe du Luxembourg, après avoir battu les Red Boys Differdange en finale.

## Les 12 clubs participants
- CA Spora Luxembourg
- Jeunesse d'Esch - Promu de Promotion d'Honneur
- SC Tétange
- CS Fola Esch
- Progrès Niedercorn
- US Rumelange - Promu de Promotion d'Honneur
- The National Schifflange
- Stade Dudelange
- Union Luxembourg
- US Dudelange
- Red Boys Differdange
- CS Grevenmacher - Promu de Promotion d'Honneur

## Compétition

### Classement
Le barème utilisé pour établir le classement est le suivant :
- Victoire : 2 points
- Match nul : 1 point
- Défaite, forfait ou abandon : 0 point

| Rang | Équipe                      | Pts | J  | G  | N | P  | Bp | Bc | Diff |
| ---- | --------------------------- | --- | -- | -- | - | -- | -- | -- | ---- |
| 1    | Stade Dudelange             | 35  | 22 | 15 | 5 | 2  | 63 | 21 | +42  |
| 2    | National Schifflange        | 34  | 22 | 15 | 4 | 3  | 46 | 21 | +25  |
| 3    | CA Spora Luxembourg (T) (C) | 25  | 22 | 10 | 5 | 7  | 50 | 38 | +12  |
| 4    | Red Boys Differdange        | 23  | 22 | 9  | 5 | 8  | 36 | 33 | +3   |
| 5    | Jeunesse d'Esch (P)         | 22  | 22 | 8  | 6 | 8  | 27 | 29 | -2   |
| 6    | Union Luxembourg            | 22  | 22 | 8  | 6 | 8  | 36 | 38 | -2   |
| 7    | US Dudelange                | 22  | 22 | 9  | 4 | 9  | 46 | 56 | -10  |
| 8    | Progrès Niedercorn          | 20  | 22 | 7  | 6 | 9  | 47 | 45 | +2   |
| 9    | SC Tétange                  | 20  | 22 | 8  | 4 | 10 | 34 | 37 | -3   |
| 10   | CS Fola Esch                | 19  | 22 | 6  | 7 | 9  | 32 | 42 | -10  |
| 11   | US Rumelange (P)            | 13  | 22 | 4  | 5 | 13 | 21 | 49 | -28  |
| 12   | CS Grevenmacher (P)         | 9   | 22 | 3  | 3 | 16 | 24 | 53 | -29  |

|  | Champion du Luxembourg 1949-1950                                                             |
|  | Relégation directe en Promotion d'Honneur                                                    |
|  | (T) Tenant du titre (C) Vainqueur de la Coupe du Luxembourg (P) Promu de Promotion d'Honneur |

## Bilan de la saison
| Championnat du Luxembourg de football 1949-1950 |                            |
| Champion                                        | Stade Dudelange (7e titre) |
| Coupes et trophées                              |                            |
| Vainqueur de la Coupe du Luxembourg 1949-1950   | CA Spora Luxembourg        |
| Promotions et relégations                       |                            |
| Promus en Division d'Honneur                    | Chiers Rodange             |
| Promus en Division d'Honneur                    | Young Boys Diekirch        |
| Promus en Division d'Honneur                    | Racing Rodange             |
| Relégués en Promotion d'Honneur                 | CS Fola Esch               |
| Relégués en Promotion d'Honneur                 | US Rumelange               |
| Relégués en Promotion d'Honneur                 | CS Grevenmacher            |